# Хасло
Хасло (њем. Hasloh) општина је у њемачкој савезној држави Шлезвиг-Холштајн. Једно је од 49 општинских средишта округа Пинеберг. Према процјени из 2010. у општини је живјело 3.374 становника. Посједује регионалну шифру (AGS) 1056021.

## Географски и демографски подаци
Хасло се налази у савезној држави Шлезвиг-Холштајн у округу Пинеберг. Општина се налази на надморској висини од 24 метра. Површина општине износи 11,1 km². У самом мјесту је, према процјени из 2010. године, живјело 3.374 становника. Просјечна густина становништва износи 305 становника/km².

## Међународна сарадња
| Мјесто | Држава               | Врста сарадње | Од    |
| ------ | -------------------- | ------------- | ----- |
| Рахоне | Грчка                | партнерство   | 1991. |
| Сифорд | Уједињено Краљевство | партнерство   | 1984. |
| Извор  |                      |               |       |